# Fatick (região)
Fatick é uma das catorze regiões que dividem o Senegal.

## Departamentos
A Região de Fatick está dividida em três departamentos:
- Fatick
- Foundiougne
- Gossas

## Demografia
| População da região de Fatick (2008–2015) | População da região de Fatick (2008–2015) | População da região de Fatick (2008–2015) | População da região de Fatick (2008–2015) | População da região de Fatick (2008–2015) | População da região de Fatick (2008–2015) | População da região de Fatick (2008–2015) | População da região de Fatick (2008–2015) |
| ----------------------------------------- | ----------------------------------------- | ----------------------------------------- | ----------------------------------------- | ----------------------------------------- | ----------------------------------------- | ----------------------------------------- | ----------------------------------------- |
| 2008                                      | 2009                                      | 2010                                      | 2011                                      | 2012                                      | 2013                                      | 2014                                      | 2015                                      |
| 685.046                                   | 722.347                                   | 724.348                                   | 770.193                                   | 795.297                                   | 816.936                                   | 838.934                                   | 861.248                                   |